# Endicott Peabody
Endicott Peabody (ur. 15 lutego 1920, zm. 1 grudnia 1997) – amerykański polityk związany z Partią Demokratyczną, który w latach 1963–1965 sprawował z jej ramienia urząd gubernatora rodzinnego stanu Massachusetts.

## Życiorys
Urodzony w Lawrence w Massachusetts Peabody służył w US Army w czasie II wojny światowej. Studiował na Harvardzie, gdzie uzyskał tytuł Bachelor of Arts z zakresu prawa. W czasie pobytu na tej uczelni grał w drużynie futbolowej. Potem został w uznaniu jego sportowych osiągnięć umieszczony w uczelnianej futbolowej hali sławy (College Football Hall of Fame).

### Kariera polityczna
Kiedy zdecydował się zostać politykiem, początkowo wielokrotnie ubiegał się bez powodzenia o różne stanowiska w rodzinnym Massachusetts, zanim nie wybrano go gubernatorem w roku 1962 na fali wielkiego ogólnokrajowego sukcesu demokratów (notabene Massachusetts od wielu stan należy do demokratycznych „solidnych stanów”). Pokonał wtedy urzędującego republikańskiego szefa stanowej władzy wykonawczej Johna A. Volpe’a niewielką różnicą głosów.
Jako gubernator pamiętany jest przede wszystkim jako ten, który korzystając ze swoich prerogatyw zalecił zamianę wszystkich wyroków śmierci na kary więzienia. Należy przy tym nadmienić, iż od 1947 (ostatni wykonany wyrok), kara śmierci w Massachusetts była nieformalne, acz faktycznie, zawieszona. Niebawem zresztą zniesiono ją ostatecznie.
Kadencje Peadbody’ego, która rozpoczęła się dn. 5 stycznia 1963, zakończyła się 3 stycznia 1965. Gubernatorem ponownie został Volpe.
W 1966 Peabody kandydował z ramienia demokratów do Senatu Stanów Zjednoczonych, ale poniósł porażkę. Zwycięzcą został republikanin Edward Brooke, który był pierwszym afroamerykaninem wybranym do tej izby.
W 1983 przeprowadził się do Hollis w New Hampshire, gdzie również bezskutecznie próbował sił w różnych wyborach na urzędy lokalne i stanowe. W wyborczym roku 1972 bez powodzenia ubiegał się o nominację demokratów na urząd wiceprezydenta. Jego hasło brzmiało wówczas: „Endicott Peabody – numer jeden dla pracy numer dwa” (Endicott Peabody, the number one man for the number two job). Nie uzyskał wtedy żadnego poważniejszego poparcia, a jego kampanię określono jako „donkiszotowską”.